# Alexandria (província italiana)
A província de Alexandria é uma província italiana da região de Piemonte com cerca de 414 384 habitantes, densidade de 116 hab/km². Está dividida em 190 comunas, sendo a capital Alexandria.
Faz fronteira a norte com a província de Vercelli, e a oeste com a província de Turim e de Asti.